# برنارد بي. براون
برنارد بي. براون (بالإنجليزية: Bernard B. Brown)‏ هو مؤلف موسيقى تصويرية ومهندس ومهندس الصوت وملحن أمريكي، ولد في 24 يوليو 1898 في ويسكونسن في الولايات المتحدة، وتوفي في 20 فبراير 1981 في غلينديل في الولايات المتحدة.

## وصلات خارجية
- برنارد بي. براون على موقع IMDb (الإنجليزية)
- برنارد بي. براون على موقع قاعدة بيانات الفيلم (الإنجليزية)